# N-甲基乙醇胺
N-甲基乙醇胺是一种氨基醇，化学式为CH3NHCH2CH2OH。它是一种具腐蚀性的无色易燃粘稠液体。它是胆碱的生物合成里的中间体。
由于它具有胺基和羟基，它在各种产品（包括聚合物和药物）的化学合成里是一个有用的中间体。它也可以用作溶剂；在天然气的处理中，它与类似物二甲基乙醇胺和乙醇胺一同使用。

## 生产
N-甲基乙醇胺在工业上由环氧乙烷在水溶液中与过量甲胺反应生产。如果继续加入环氧乙烷，这个反应会产生1:1加成产物N-甲基乙醇胺（1）和1:2加成产物N-甲基二乙醇胺（2）的混合物。
如果想要获得大量的目标产物，则需要一直将反应物输送到流动反应器，并让它们与多于两倍分量的甲胺反应。在下游过程的步骤中，过量的甲胺和水会被去除，N-甲基乙醇胺（沸点160 °C）和N-甲基二乙醇胺（沸点243 °C）会通过分馏，从产物化合物分离出来。继续往甲基乙醇胺加入环氧乙烷所得的聚甲基乙醇胺会留在分馏塔的底部。

## 性质
N-甲基乙醇胺是一种具有胺味的无色吸湿液体，可以以任何比例与水合乙醇互溶。水溶液有强碱一样的腐蚀性。这个物质容易生物降解；由于与水互溶，它不能生物累积。N-甲基乙醇胺没有致突变性质，但是如果有亚硝酸盐，由于它是二级胺，它可以形成致癌的亚硝胺。